# (16103) Lorsolomon
(16103) Lorsolomon (1999 VU81) – planetoida z pasa głównego asteroid okrążająca Słońce w ciągu 3,73 lat w średniej odległości 2,41 j.a. Odkryta 5 listopada 1999 roku.